# Ђилорту (Горж)
Ђилорту (рум. Gilortu) насеље је у Румунији у округу Горж у општини Бранешти. Oпштина се налази на надморској висини од 154 m.

## Становништво
Према подацима из 2002. године у насељу је живело 375 становника, од којих су сви румунске националности.